# Stelis crassiceps
Stelis crassiceps är en biart som beskrevs av Cockerell 1926. Stelis crassiceps ingår i släktet pansarbin, och familjen buksamlarbin. Inga underarter finns listade i Catalogue of Life.